# Celownik przerzutowy

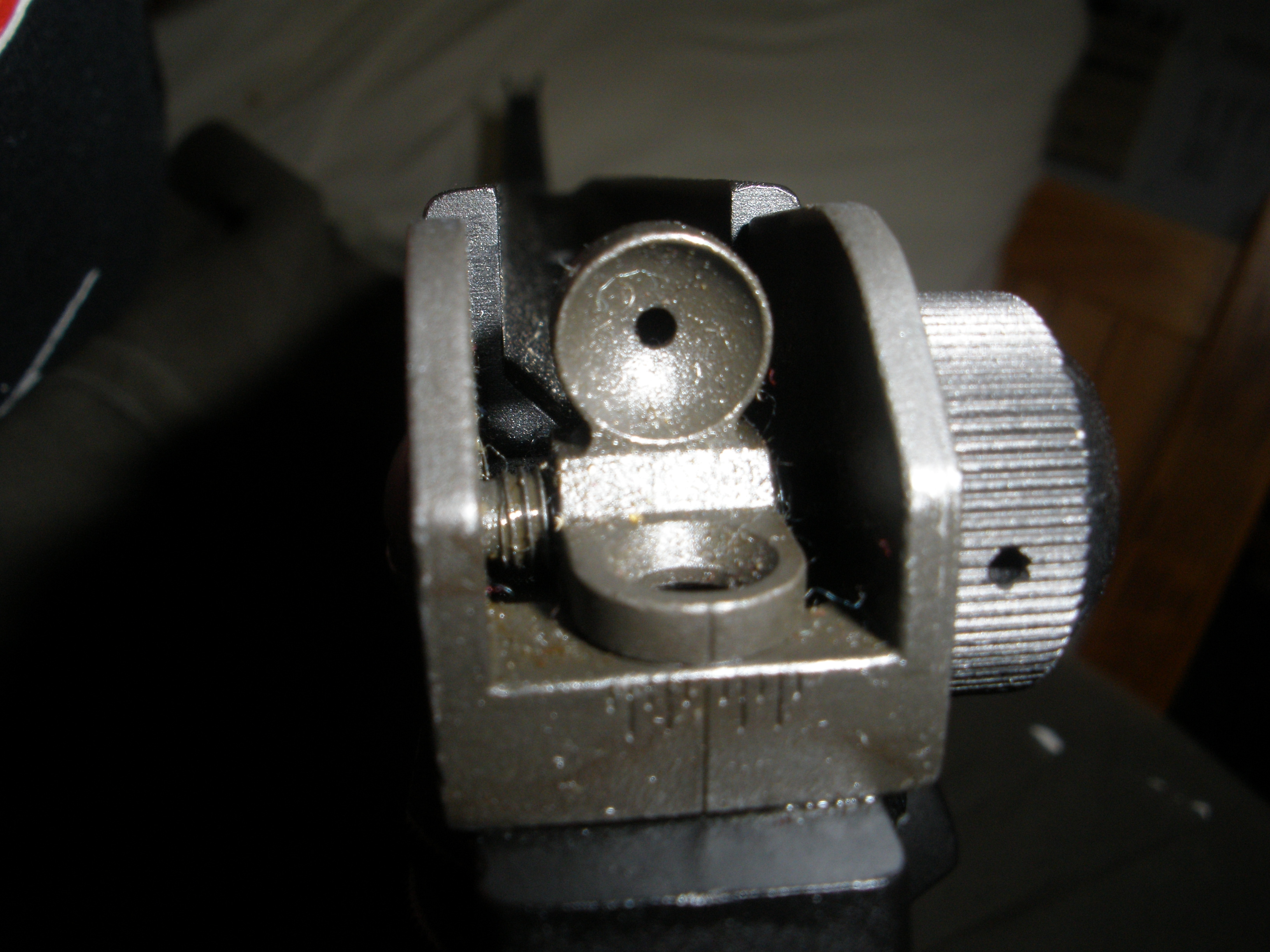
Celownik przerzutowy z przeziernikiem w karabinie M16A2

Celownik przerzutowy – mechaniczny celownik strzelecki zbudowany z jednej lub kilku płytek w kształcie litery "L", z umieszczonymi na ich końcach szczerbinkami lub przeziernikami.
Długość ramion płytek jest dostosowana do strzelania na różną odległość. Wyboru nastawy celownika dokonuje się poprzez ustawienie odpowiedniej płytki w położenie pionowe.